# Сборная Уэльса по регби
Сборная Уэльса по регби (англ. Wales national rugby union team, валл. Tîm rygbi'r undeb cenedlaethol Cymru) — национальная команда, представляющая Уэльс на международных соревнованиях по регби высшего уровня. Сборная Уэльса участвовала во всех восьми чемпионатах мира по регби. Кроме этого, валлийцы ежегодно играют в Кубке шести наций — самом престижном европейском соревновании по регби на уровне сборных. Последняя победа в этом турнире была одержана в 2013 году. Национальная команда управляется Валлийским регбийным союзом, и считается одной из сильнейших в мире. World Rugby относит Уэльс к сборным первого яруса. По состоянию на 9 сентября 2019 года валлийцы занимают 5-ю строчку в рейтинге World Rugby.
Валлийский регбийный союз основан в 1881 году через некоторое время после проведения первого матча против Англии, проигранного со счётом 0:8. Впоследствии сборная Уэльса начала принимать участие в Кубке домашних наций, соревнуясь с другими сборными с Британских островов.
Регби — национальный вид спорта в Уэльсе, который имеет большое значение для валлийской культуры, ведь именно в нём валлийцы добились наивысших успехов. Сборная Уэльса приняла участие в самом первом Кубке мира по регби в Новой Зеландии и Австралии, где завоевала бронзовые медали, что остаётся главным достижением национальной команды за всю историю данного турнира. Уэльс принимал чемпионат мира по регби 1999, а также некоторые матчи Кубков мира 1991 и 2007 годов. Валлийцы традиционно играют в красных регбийках. Домашний стадион валлийских регбистов — «Миллениум» (самый крупный по вместимости стадион в Уэльсе). Самое популярное прозвище игроков национальной сборной — «[красные] драконы». Десять валлийцев включены в Международный регбийный зал славы, среди которых трое ещё и члены Зала славы Международного совета регби.

## История

### Ранние годы (1850—1919)

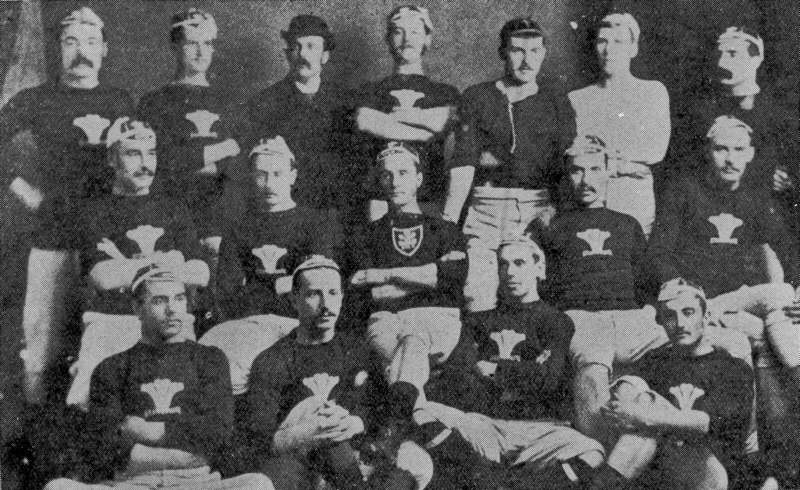
Сборная Уэльса перед самым первым в истории матчем против Англии

Регби в Уэльсе берёт своё начало в 1850 году, когда в него стали играть в Колледже св. Давида в Лампетере. Первый валлийский клуб, «Нит» был организован в 1871 году (существует версия, что это произошло на семь лет раньше). 19 февраля 1881 года в Гламорганшире была сыграна первая игра со сборной Англии по регби, проигранная с разгромным счетом 0:8. В марте того же года был сформирован Валлийский регбийный союз. Первая победа была одержана 28 января 1882 года над сборной Ирландии. В 1883 году прошёл первый Кубок домашних наций, в котором Уэльс проиграл все матчи и занял последнее место.
Несмотря на это, регби быстро развивался в Уэльсе. В 1890-х годах валлийцами была придумана новая расстановка игроков с четырьмя трёхчетвертными. Эта схема произвела настоящую революцию в мире регби, и впоследствии повсеместно стала применяться на уровне клубов и сборных. Во многом благодаря этой новой тактике, Уэльс впервые выиграл Кубок домашних наций в 1893 году, победив всех своих соперников.

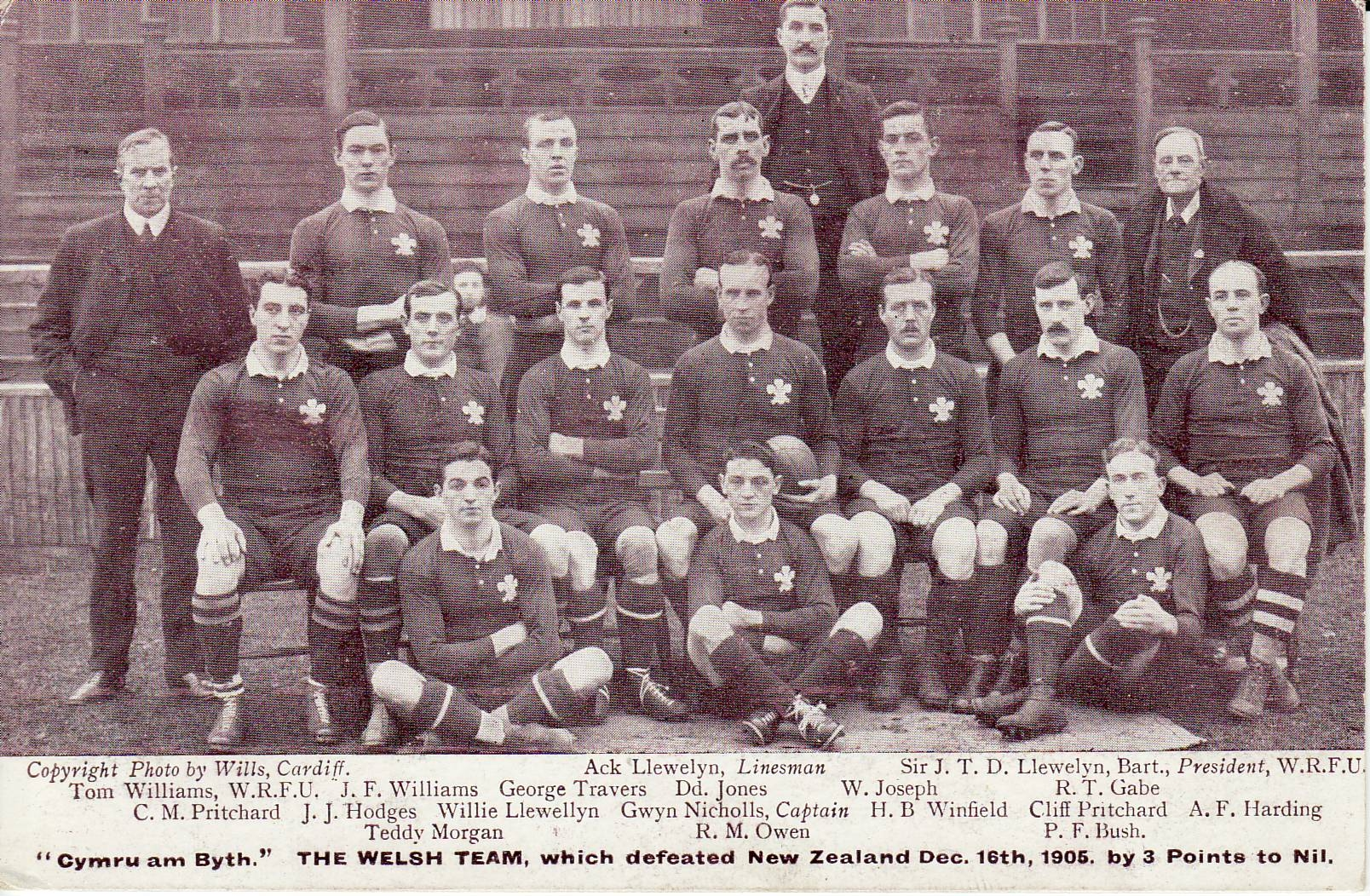
Сборная Уэльса, обыгравшая Новую Зеландию

В начале XX века начался первый расцвет валлийского регби. С 1900 по 1911 годы сборная Уэльса семь раз праздновала успех в Кубке домашних наций (с 1910 года — Кубок пяти наций), при этом ни разу не опускалась ниже 2-го места.
В декабре 1905 года валлийцы в первый раз встретились с непобедимыми в ту пору новозеландцами (впоследствии получившие прозвище «Ориджинал Олл Блэкс» англ. Original All Blacks), совершавшими тур по Европе. До этого Новая Зеландия обыграла в 27 матчах всех своих соперников, в том числе одолела сборные Шотландии, Ирландии и Англии с общим счётом 42:7. Игра проходила на стадионе Кардифф Армз Парк, в присутствии 47 000 зрителей. Перед матчем «Олл Блэкс» исполнили свой знаменитый маорийский боевой танец — хака. Толпа встретила это зрелище молчанием, а затем зааплодировала. Однако, после этого трибуны, ведомые валлийским регбистом Тедди Морганом запели гимн Уэльса. Это был первый случай исполнения национального гимна перед спортивным событием в истории. Тедди Морган набрал первые очки благодаря тому, что в ходе сложной комбинации получил мяч, пробежал с ним 25 метров до зачётной линии и занёс попытку. Счёт стал 3:0 в пользу хозяев (валлийский фуллбэк Берт Винфилд не смог пробить реализацию). Некоторое время спустя новозеландец Боб Динс, казалось, занёс ответную попытку, но рефери не засчитал её. Счёт остался неизменным до конца матча. «Драконы» выиграли со счётом 3:0. Это поражение так и осталось единственным для Новой Зеландии в том европейском туре.
Через год Уэльс впервые сыграл с Южной Африкой. Хотя валлийцы после прошлогодней победы над «Олл Блэкс» считались фаворитами в этом матче, южноафриканцы оказались сильнее и победили со счётом 11:0. Двумя годами позже Красные «Драконы» обыграли сборную Австралии 9:6.
В 1911 году валлийцы в первый раз стали обладателями Кубка пяти наций (после того, как в этом турнире начала участвовать сборная Франции), при этом обыграли всех своих соперников и завоевали большой шлем. Повторить этот грандиозный успех «Драконам» удастся только через почти 40 лет. В рамках Кубка пяти наций 1913 года сборная Англии прервала домашнюю беспроигрышную серию сборной Уэльса, победив в Кардиффе со счётом 12:0. В 1914 году началась Первая мировая война и регби оставили до лучших времен.

### Послевоенные годы (1920—1968)

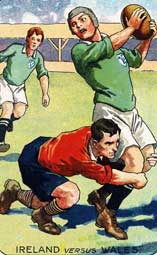
Уэльс — Ирландия (1920-е годы)

Послевоенные годы отмечены резким ухудшением дел в валлийском регби. Самым плохим периодом стали 1920-е годы. Во многом это было связано с рецессией в промышленной сфере, особенно, в Южном Уэльсе. Из-за кризиса почти полмиллиона человек покинули Уэльс в поисках работы. В их числе было также много регбистов, которые постепенно переходили в регбилиг, где за игру они могли получать деньги, в отличие от регби-15. Из 42 матчей было выиграно всего 17 и три были сведены вничью. С 1923 года по 1928 год «Драконам» удалось выиграть всего семь матчей, из них пять против Франции, которая проигрывала в то время почти всем соперникам. Но несмотря на это, даже французы смогли победить валлийцев в 1928 году, впервые достигнув победы над Уэльсом в своей истории. Система отбора игроков в национальную сборную отражала все потрясения валлийского регби тех лет. В 1924 году в четырёх матчах участвовали 35 разных игроков, которых каждый раз выводил на поле новый капитан.

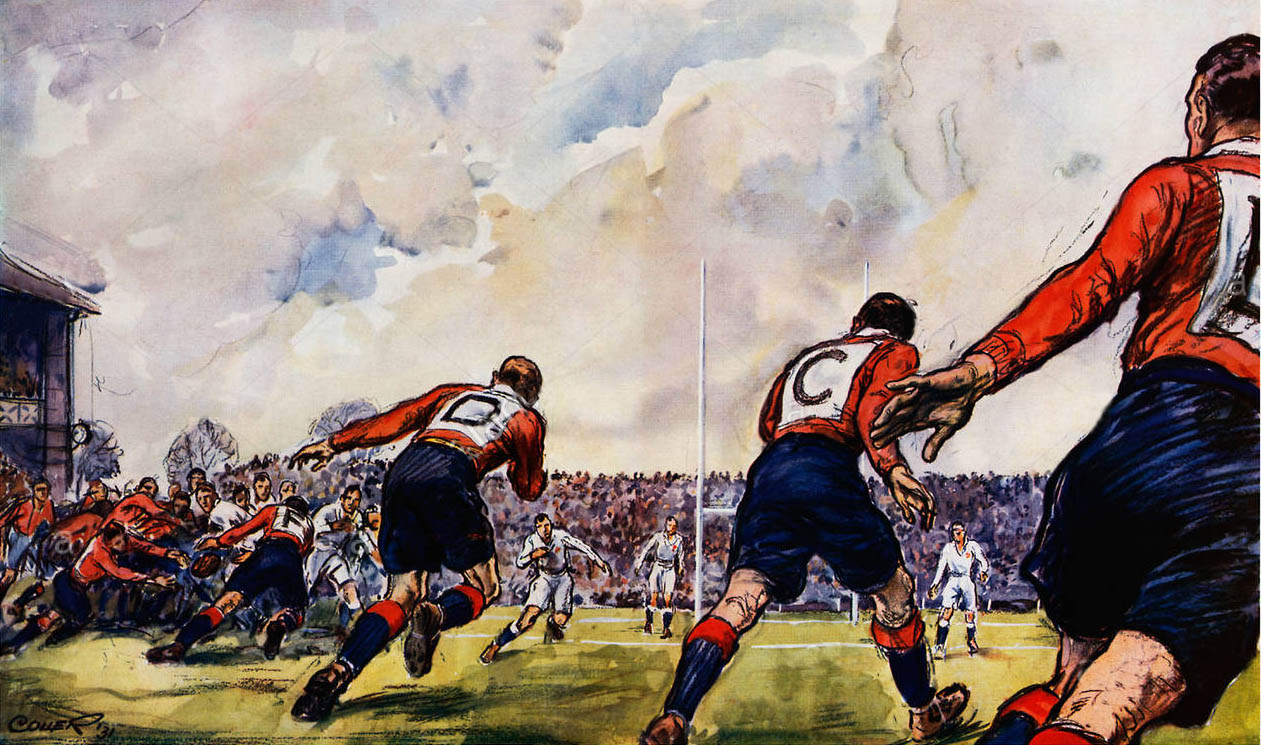
Уэльс — Англия (1931 год)

Возрождение экономики и регби в Уэльсе произошло в 1930-е годы. В 1931 году валлийцы впервые за девять лет выиграли Кубок пяти наций. В 1935 году «Драконы» обыграли Новую Зеландию со счётом 13:12. В этом матче впервые за национальную команду сыграл знаменитый скрам-хаф Хэйдн Таннер.
Во время Второй мировой войны Кубок пяти наций не разыгрывался. Несмотря на это, Уэльс провёл благотворительный матч вместе со сборной Англии в 1940 году в Кардиффе, который валлийцы проиграли 9:18. В первом послевоенном розыгрыше Кубка пяти наций «Драконы» поделили победу с англичанами. В 1950 году валлийцы выиграли Большой шлем впервые с 1911 года.
В 1952 году «Красным Драконам» удалось повторить свой успех, выиграв ещё один большой шлем. После этого валлийцы в третий и пока что последний раз переиграли сборную Новой Зеландии — 13:8 в 1953 году. В 1954 году стадион Сент-Хелен принял свой последний международный матч в истории, и Кардифф Армз Парк стал новым стадионом национальной команды. Победа в Кубке пяти наций 1956 года стала последней для валлийцев в 1950-х годах.
Сборная Уэльса в 1964 году впервые отправилась на заокеанский тур в Африку и Новую Зеландию, в ходе которого Драконы проиграли сборной ЮАР 3:24, что стало самым большим поражением за 40 лет. На ближайшей ежегодной встрече ВРС было решено назначить первого в истории национальной сборной тренера. Им стал Дэвид Нэш, но уже в следующем году он ушёл в отставку.

### Вторая золотая эра (1969—1979)

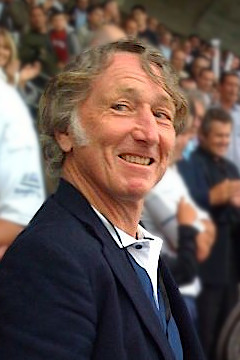
Дж. П. Р. Уильямс — один из самых титулованных игроков 1970-х годов

Валлийская национальная команда этого периода считалась и до сих пор считается одной из величайших сборных всех времен. Имея в составе таких первоклассных игроков, как Гарет Эдвардс, Дж.П.Р. Уильямс, Геральд Дэвис, Барри Джон, и Мервин Дэвис и выступая под руководством таких тренеров, как Клайв Роулендс и Джон Доуз, Уэльс достиг небывалых для себя результатов, проиграв всего пять матчей в десяти Кубках пяти наций. Началом второй золотой эры послужила победа над сборной Англии в Кубке пяти наций 1969 со счётом 30:9, благодаря которой «Драконы» стали победителями того розыгрыша.
В 1970 году году Уэльс разделил победу в «Пяти нациях» с французами, но уже на следующий год завоевал большой шлем, впервые с 1952. При этом валлийский тренер Клив Роулэндс задействовал всего 16 игроков. И именно тот год и та команда считаются одними из величайших в истории «Красных Драконов». Самая знаменитая победа в том турнире была одержана над сборной Шотландии. Геральд Дэвис, совершив на последней минуте занос, сократил отставание от шотландцев до одного очка (17:18). А затем фланкер сборной Уэльса Джон Тейлор пробил реализацию, которую впоследствии назвали «величайшей реализацией со времен святого Павла». В итоге валлийцы победили с разницей в одно очко. «Драконы» предоставили больше всех игроков в сборную Британских остров, совершавшую в том году тур в Новую Зеландию. Именно эти «Британские львы» в первый и пока что последний раз обыграли «Олл Блэкс» в серии игр.
Кубок пяти наций 1972 не был разыгран из-за конфликта в Северной Ирландии. Следующая победа пришла к валлийцам только в 1975 году после того, как в 1973 году трофей поделили все пять сборных, а также после неудачного выступления Уэльса в 1974 году. В 1976 году «Драконам» удалось выиграть ещё один большой шлем. Причём, как и в 1971 году Уэльс задействовал всего 16 игроков. В Кубке пяти наций 1977 валлийцы заняли второе место, уступив французам, но в следующем розыгрыше заполучили ещё один большой шлем. Последний матч турнира против Франции стал финалом для спортивной карьеры Гарета Эдвардса и Фила Беннета. В том же году Уэльс провел товарищеский матч против сборной Новой Зеландии, проигранный со счётом 12:13 после спорного штрафного исполненного фуллбэком «Олл Блэкс» Брайаном МакКекни в самом конце матча.
«Драконы» ещё раз выиграли Кубок пяти наций в 1979, заполучив также тройную корону, а в следующем году ВРС отпраздновал свой юбилей матчем против Новой Зеландии, который валлийцы бесславно проиграли со счётом 3:23, не занеся ни одной попытки против четырёх у «Олл Блэкс».

### Годы застоя (1980—2003)

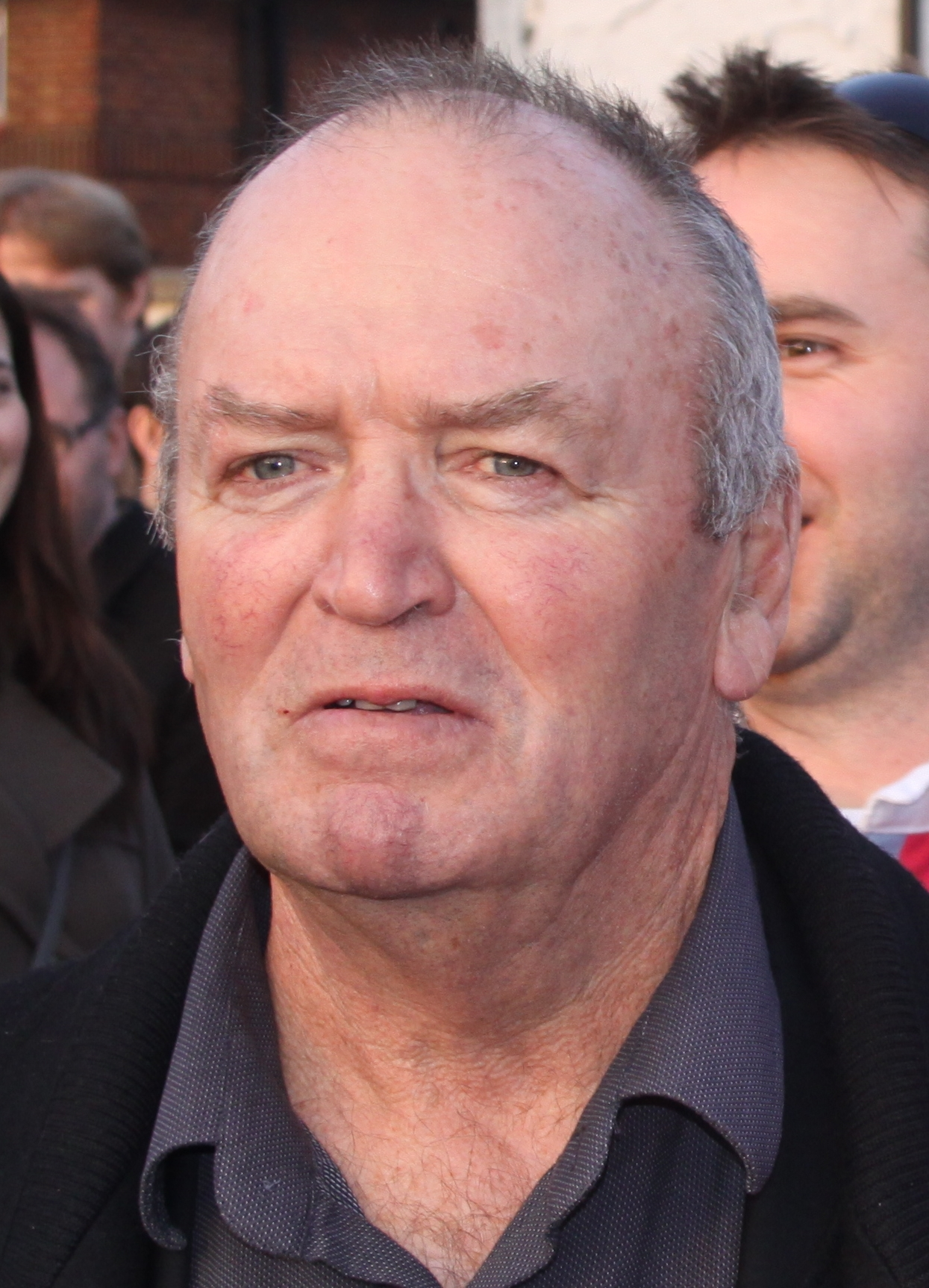
Грэм Генри (тренер сборной Уэльса с 1998 по 2002 годы)

С 1980 по 1987 годы «Драконам» ни разу не удавалось выиграть более 2 встреч в Кубке пяти наций, что привело к тому, что за это время валлийцы не смогли подняться выше третьего места. В 1983 году Уэльс чуть было не проиграл у себя дома сборной Японии — 29:24.
Несмотря на то, что в последний раз победа в Кубке пяти наций пришла к валлийцам в 1979 году, накануне первого чемпионата мира по регби они считались одними из фаворитов турнира. Заняв в своей группе первое место, Уэльс обыграл Англию в четвертьфинале. Хотя в полуфинале валлийцы были разгромлены одними из двух хозяев турнира — новозеландцами со счётом 49:6, «Красные Драконы» собрались с силами и в напряжённом матче за третье место обыграли другую страну-организатора чемпионата — Австралию .
В следующем году Уэльс выиграл тройную корону, но несколько тяжёлых поражений во время тура по Новой Зеландии ознаменовали конец карьеры многих игроков, некоторые из которых перешли в регбилиг.
В 1990 году валлийцы впервые в истории Кубка пяти наций проиграли все свои матчи, а в 1991 году Уэльс смог заработать только одно очко благодаря ничье с Ирландией. На следующем кубке мира по регби «Драконам» не удалось выйти из группы, из-за двух поражений от сборной Самоа и будущих чемпионов — австралийцев. В очередной раз Кубок пяти наций достался Уэльсу в 1994 году.
В первом матче чемпионата мира по регби 1995 года Уэльс полностью переиграл японцев, но затем проиграл Новой Зеландии. Всё это означало, что последний матч между валлийцами и сборной Ирландии будет решать, кто займет второе место в группе и выйдет в плей-офф (первую строчку себе уже обеспечили новозеландцы). «Драконы» в очень упорной борьбе проиграли регбистам с Изумрудного острова со счётом 23:24.
Качество игры валлийских регбистов улучшилось после назначения новозеландца Грэма Генри на пост главного тренера в 1998 году и возвращения некоторых игроков из регбилиг, из-за того, что регби-15 стал профессиональным видом спорта с 1995 года. Под руководством Генри Уэльс выиграл десять матчей подряд в том числе против Южной Африки со счётом 29:19, что стало первой победой валлийцев над действующим чемпионом мира. В 1999 году Уэльс принимал кубок мира по регби и впервые с 1987 года вышел в четвертьфинал, где проиграл будущему чемпиону — Австралии. После нескольких неудачных выступлений в разных турнирах Генри был уволен с поста тренера. Под руководством нового наставника — Стива Хансена «Драконы» на чемпионате мира 2003, как и на прошлом розыгрыше, вышли в четвертьфинал и вновь проиграли будущим чемпионам, но на этот раз англичанам (17:28).

### Возрождение (2004—)
Под руководством нового тренера — Майка Раддока, сборная Уэльса впервые выиграла Кубок шести наций, а вместе с ним и большой шлем в 2005 году. Валлийцы начали турнир с победы над сборной Англии на «Миллениуме» со счётом 11:9, благодаря дальнему пенальти, исполненному Гевином Хэнсоном в самом конце матча. После уверенной победы над итальянцами со счётом 38:8 «Драконам» предстояла встреча со сборной Франции. К перерыву Уэльс проигрывал с разницей в девять очков (15:6), но во втором тайме в матче произошёл перелом, и валлийцы выиграли со счётом 24:18. Эта игра стала одной из самых запоминающихся и захватывающих встреч того года. Затем Уэльс выиграл у Шотландии (46:22) и, наконец, в последнем матче победил у себя дома сборную Ирландии. Однако, 2005 год нельзя назвать полностью успешным для «Драконов». Поражение от «Олл Блэкс» со счётом 41:3 на «Миллениуме» стало самым крупным проигрышем валлийской сборной у себя дома за всю историю.
14 февраля 2006 года ещё во время проведения Кубка шести наций Раддок заявил, что уходит с поста главного тренера валлийской сборной по семейным обстоятельствам. Вскоре Скотт Джонсон был назначен на должность исполняющего обязанности. В итоге Уэльс занял лишь пятое место в Кубке шести наций. В апреле новым главным тренером был назначен знаменитый в прошлом игрок Гарет Дженкинс.

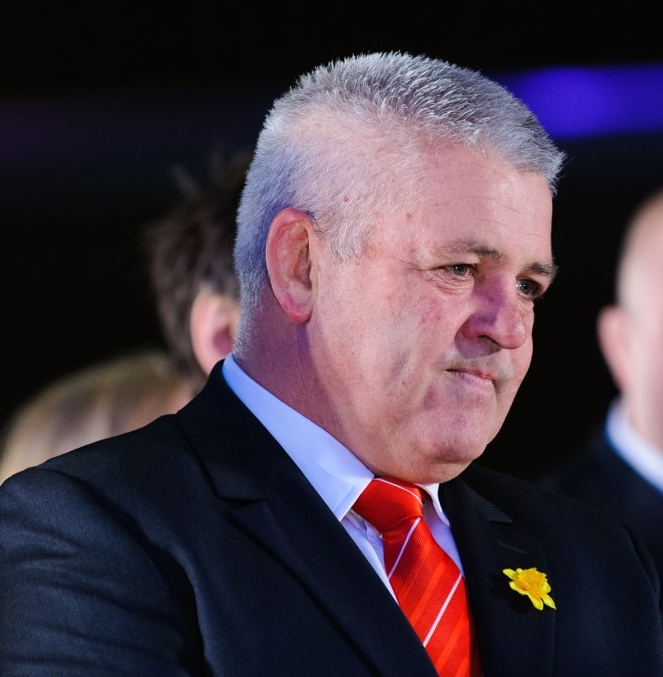
Тренер сборной Уэльса в 2007—2019 годах Уоррен Гатленд

В мае 2007 года Уэльс и Австралия решили отпраздновать столетие первого матча между собой, учредив Трофей Джеймса Бивена. Турнир был назван в честь валлийского регбиста, который родился в Австралии и был первым в истории капитаном Уэльса. Австралийцы выиграли трофей, победив в обоих матчах. Несмотря на общий подъём в валлийском регби, на чемпионате мира 2007 «Драконов» ждал провал. Потерпев два поражения — от австралийцев и от сборной Фиджи — Уэльс не прошёл в четвертьфинал, вследствие чего Гарет Дженкинс был отправлен в отставку.
Новым главным тренером был назначен новозеландец Уоррен Гатленд. Первый матч под руководством нового специалиста валлийские регбисты провели против сборной Англии в Лондоне в рамках очередного Кубка шести наций. Англичане, финалисты последнего на тот момент чемпионата мира, выглядели безусловными фаворитами и вели к концу первого тайма с разницей в 13 очков, однако «Драконы» переломили ход матча и выиграли со счётом 26:19. После этого Уэльс обыграл дома Италию и Шотландию, а Ирландию в гостях. В последнем матче валлийцы переиграли французов, не позволив занести себе ни одной попытки и во второй раз завоевали большой шлем. Также валлийским регбистам удалось установить новый рекорд: за весь турнир они пропустили всего две попытки. Главная звезда Уэльса — Шейн Уильямс, занёсший больше всех попыток на чемпионате, был признан лучшим игроком «Шести наций», а затем и лучшим игроком мира. Однако в следующем году «Драконам» не удалось защитить свой титул, несмотря на то, что они до последнего матча имели неплохие шансы на победу в турнире. Но в завершающей встрече они проиграли со счётом 15:17 ирландцам, которые в итоге и стали абсолютными победителями, выигравшими Большой шлем. Следующие два Кубка шести наций также оказались не самыми успешными; валлийцы оба раза финишировали четвёртыми.
На чемпионате мира 2011 валлийцам почти удалось повторить свой наивысший результат 1987 года. Дойдя до четвертьфинала, «Красные Драконы» обыграли сборную Ирландии со счётом 22:10, несмотря на то, что к перерыву счёт был равным. Однако в полуфинале Уэльс потерпел поражение от французов. В последнем для себя матче за 3-е место валлийцы в драматичном и интересном матче проиграли Австралии — 18:21. Эта игра стала последней в сборной для Шейна Уильямса, который в самом конце матча занёс свою последнюю, 58-ю попытку. Полуфинальную игру против Франции от 16 октября 2011 года показывали на большом экране стадиона «Миллениум» в присутствии 60 тысяч зрителей.
В 2012 году валлийцы в очередной раз завоевали большой шлем. В последнем матче «Драконы» взяли реванш за поражение на кубке мира над французами, победив со счётом 16:9. До этого Уэльс обыграл всех своих соперников, в том числе Ирландию в Дублине и Англию на «Туикенеме». Фуллбэк валлийской сборной, Ли Халфпенни заработал больше всех очков на турнире — 66. Год спустя валлийцы второй раз подряд выиграли Кубок шести наций, чего они не совершали с 1979 года. В последующие три года Уэльс дважды занимал третье и один раз второе место, однако вновь повторить свои успехи 2012 и 2013 годов регбисты не смогли.
На чемпионат мира 2015 года валлийцы квалифицировались автоматически. Среди 13 стадионов, на которых были проведены встречи чемпионата, был и валлийский — «Миллениум» в Кардиффе, однако по решению World Rugby Англия осталась единственной страной-хозяйкой турнира. Жеребьевка отправила сборную Уэльса в группу А, куда также попали национальные команды Австралии, Англии, Фиджи и Уругвая. В первом матче группового турнира валлийцы на поле «Миллениума» встретились со сборной Уругвая, которую обыграли со счётом 54:9, хет-трик сделал Кори Аллен. Крупная победа в первом матче была омрачена травмами сразу несколько основных игроков команды. В следующем матче «Драконы» встречались на «Туикенеме» с хозяевами турнира и одним из своих наиболее принципиальных соперников, сборной Англии. После первого тайма хозяева выигрывали со счётом 16:9, однако стопроцентная точность Дэна Биггара, который забил 7 штрафных и выполнил одну реализацию, позволило валлийцам одержать тяжёлую победу со счётом 28:25. Третий матч вновь прошёл в Кардиффе, где со счётом 23:13 были обыграны фиджийцы. Спустя 2 дня англичане проиграли свой матч австралийцам, что означало выход Уэльса и «Уоллабис» в плей-офф. В четвертьфинале «Драконы» встретились с командой ЮАР, которым проиграли 23:19. Валлийцы выигрывали с минимальным преимуществом до 74 минуты, когда точку в их выступлении на этом чемпионате поставила попытка Фури дю Преза.
Но ещё до старта чемпионата мира министр спорта Уэльса Лора Макалистер сделала провокационное заявление, сказав примерно следующее: «Для формирования национального сознания важнее, чтобы сборная Уэльса по футболу вышла на чемпионат Европы во Франции, чем сборная Уэльса по регби выиграла бы чемпионат мира в Англии». Пресса Уэльса обрушилась с критикой на Макалистер, заявив, что неуместно сравнивать два вида спорта, имеющие разный уровень популярности в Уэльсе. Но через год слова Макалистер стали реальностью. Регбийная сборная Уэльса заняла 2-е место в Кубке шести наций, в котором по всем статьям одержала победу сборная Англии, завоевавшая Большой шлем; в то время как на чемпионате Европы по футболу сборная Уэльса вышла в полуфинал, а англичане вылетели с Евро на стадии 1/8 финала. По свидетельствам прессы, победу над Бельгией в четвертьфинале валлийцы праздновали масштабнее, чем победы на чемпионате мира по регби 2011 года. По итогам турнира пресса задалась вопросом, не уступит ли регбийная сборная первое место по цитируемости в СМИ футбольной.
После неудач 2017 и 2018 годов следующий Кубок шести наций Уэльс выиграл в 2019 году, сумев завоевать Большой шлем, а Алан Уин Джонс, капитан сборной, получил приз MVP Кубка шести наций. В том же году сборная Уэльса заняла 4-е место на чемпионате мира в Японии.

## Форма

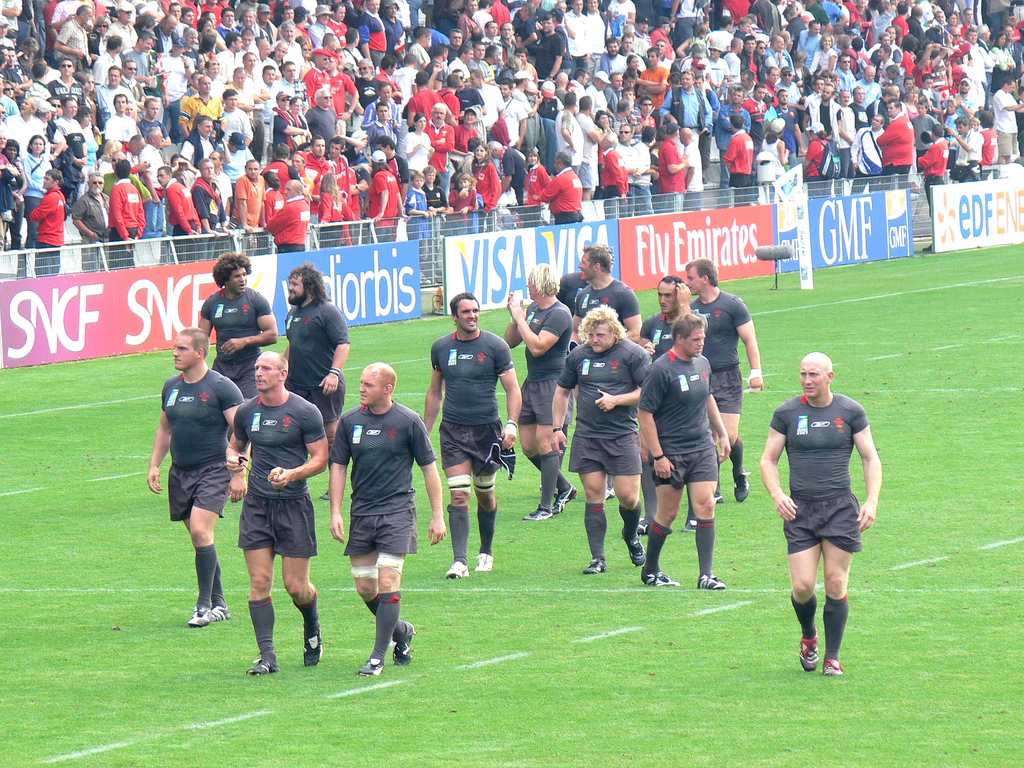
Игроки сборной Уэльса в запасной форме

Символ Принца Уэльского

Команда Уэльса традиционно играет в красных регбийках со стилизованным изображением герба Принца Уэльского — трёх перьев — белых шортах и красных гетрах. В 2005 году ВРС отмечал своё 125-летие: по этому случаю была представлена специальная юбилейная форма чёрного цвета. Её впервые использовали в матче против сборной Фиджи и затем против Австралии. Вторая встреча стала первой в истории, когда сборная Уэльса играла против своих традиционных соперников не в своих знаменитых красных регбийках. До этого валлийцы использовали в качестве запасной формы зелёные майки с красными воротниками и манжетами и белые шорты.
Производителем формы сборной Уэльса в данный момент является американская фирма Under Armour. Спонсором, располагающим свой логотип на регбийках валлийской сборной является кардиффская страховая компания Admiral, единственная фирма Уэльса, входящая в FTSE 100. Но на чемпионатах мира на форму разрешается наносить только эмблемы национальной федерации, чемпионата мира и логотип производителя.
Перья Принца Уэльского были выбраны Валлийским регбийным союзом в качестве своего символа в XIX веке, в знак своей лояльности Британии. В 1991 году для организации торговой марки, было решено изменить оригинальное изображение символа на более стилизованное.

## Фанаты
Регби, а вместе с ним и национальная команда, играют большую роль в валлийской культуре и обществе. Спортивный историк Джон Бейл отмечал:

Регби — характерно валлийский спорт.
Оригинальный текст (англ.)Rugby is characteristically Welsh.

А Дэвид Эндрю писал:

В народном сознании регби — настолько же валлийская вещь как и добыча угля, мужские хоровые песни, «Как зелена была моя долина», Дилан Томас и Том Джонс.
Оригинальный текст (англ.)To the popular consciousness, rugby is as Welsh as coal mining, male voice choirs, 'How Green Was My Valley,' Dylan Thomas, and Tom Jones.

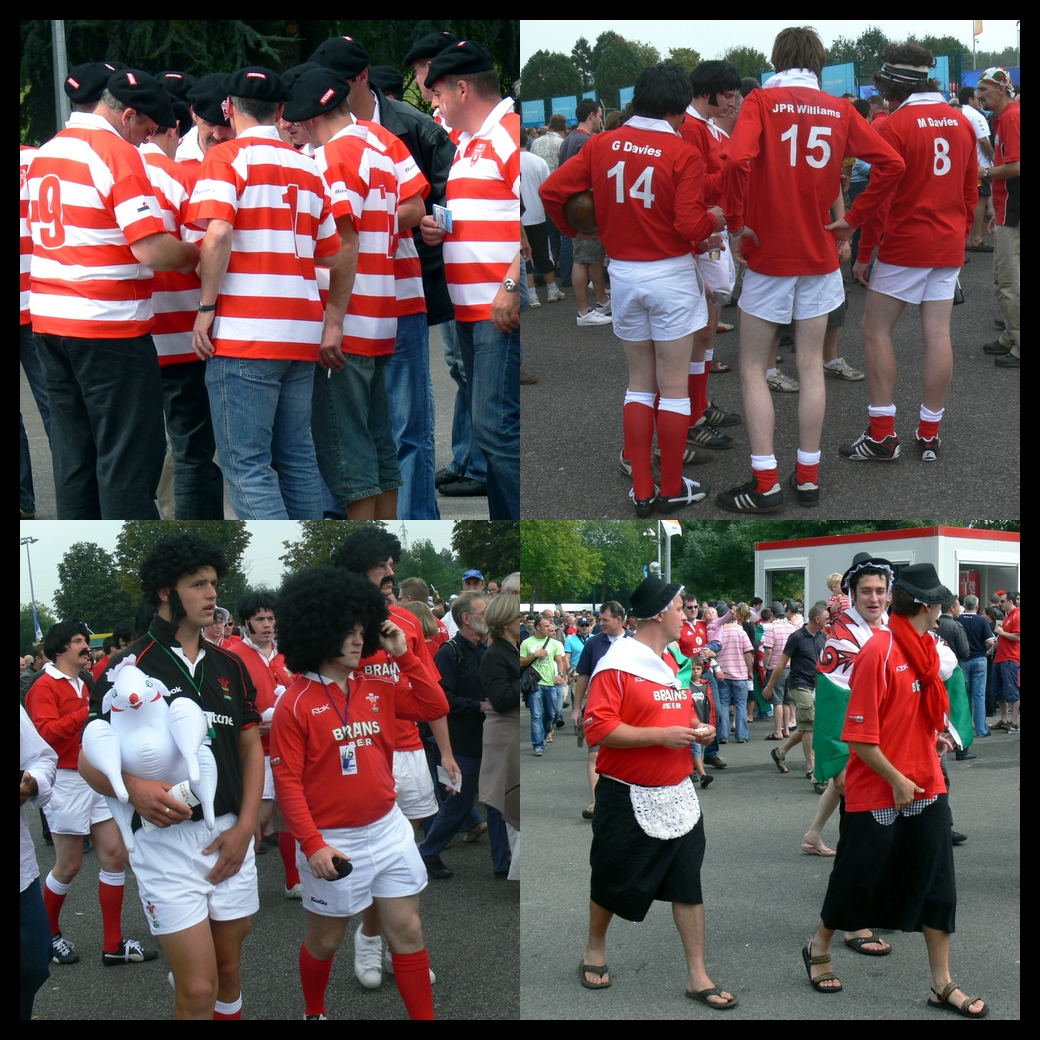
Валлийские фанаты на кубке мира 2007

Первая золотая эра валлийского регби в начале XX века совпала с расцветом страны и её экономики и оказала большое влияние на развитие валлийского самосознания.
Сезон 2004/05 года показал рекордные результаты посещаемости матчей валлийской сборной. На матч Кубка шести наций 2005 против Шотландии в Эдинбург за своей любимой сборной последовало 40 000 валлийских фанатов. Рекорд домашней посещаемости был побит на следующий год, когда более 500 000 болельщиков посетило семь матчей сборной Уэльса.

## Стадионы
Свой первый матч сборная Уэльса провела на стадионе св. Елены в городе Суонси в 1882 году. До начала XX века валлийцы использовали в качестве домашних арен поля в Кардиффе, Ньюпорте, Лланелли и том же Суонси. В 1954 году у «Драконов» появилась новая главная домашняя арена — «Кардифф Армз Парк». На этом стадионе, построенном в 1882 году и раньше проводились матчи сборной Уэльса по регби. В 1902 году именно здесь был установлен мировой рекорд того времени по посещаемости спортивных событий: на матч против шотландцев пришло 40 000 зрителей.
В 1958 году Валлийский регбийный союз решил, что национальной команде нужен новый стадион, по причине того, что «Кардифф Армз Парк» был частой жертвой наводнений. После обсуждения этой проблемы в 1960-х годах между ВРС и Кардиффским атлетическим клубом, было решено построить новый стадион на месте крикетного поля, находившегося рядом с
«Кардифф Армз Парк». Новое сооружение получило название «Национальный стадион». Он был открыт в 1970 году.
Однако вместимость нового стадиона относительно крупнейших регбийных полей была небольшой и составляла 53 000 зрителей. К чемпионату мира по регби 1999 года было решено провести реконструкцию, с целью повышения вместимости до 74 500 зрителей. Стадион переименовали в «Миллениум». Это четвёртое по величине спортивное сооружение в Великобритании и домашняя арена для сборных Уэльса по регби и футболу. Стадион также принимал финалы кубка Англии по футболу во время реконструкции «Уэмбли».

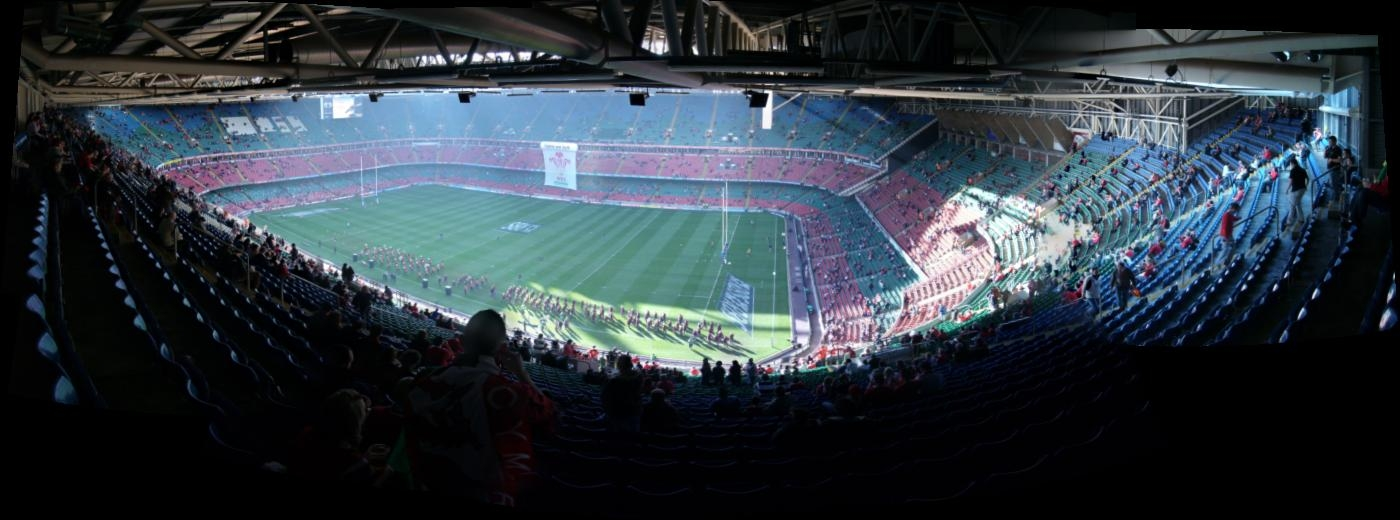
Миллениум. Панорамный вид

## История выступлений

### Кубок шести наций
Уэльс ежегодно участвует в Кубке шести наций (де-факто важнейшем европейском турнире для сборных), соревнуясь с лучшими европейскими сборными: Англией, Ирландией, Италией, Францией и Шотландией. Валлийцы принимали участие в самом первом предшествующем Кубку шести наций турнире — Кубке домашних наций 1883, который был тогда чемпионатом для сборных Британских островов. «Драконы» впервые выиграли этот турнир в 1893 году, победив всех своих соперников.
В сумме валлийцы одержали 26 побед в трех турнирах (Кубок шести наций, Кубок пяти наций, Кубок домашних наций). Уэльс в первый раз выиграл большой шлем Кубка пяти наций в 1911 году, а аналогичный приз Кубка шести наций в 2005 году. Последний большой шлем был завоеван в 2012 году.
| 1883—2019            | Англия  | Ирландия | Италия | Уэльс   | Франция | Шотландия |
| -------------------- | ------- | -------- | ------ | ------- | ------- | --------- |
| Участие, раз         | 122     | 124      | 19     | 124     | 88      | 124       |
| Победы (совместные)  |         |          |        |         |         |           |
| Кубок домашних наций | 5 (4)   | 4 (4)    | N/A    | 7 (4)   | N/A     | 10 (3)    |
| Кубок пяти наций     | 17 (6)  | 6 (5)    | N/A    | 15 (8)  | 12 (8)  | 5 (6)     |
| Кубок шести наций    | 6       | 4        | 0      | 5       | 5       | 0         |
| Итого                | 28 (10) | 14 (9)   | 0 (0)  | 27 (12) | 17 (8)  | 15 (9)    |
| Большой шлем         |         |          |        |         |         |           |
| Кубок домашних наций | 0       | 0        | N/A    | 2       | N/A     | 0         |
| Кубок пяти наций     | 11      | 1        | N/A    | 6       | 6       | 3         |
| Кубок шести наций    | 2       | 2        | 0      | 4       | 3       | 0         |
| Итого                | 13      | 3        | 0      | 12      | 9       | 3         |
| Тройная корона       |         |          |        |         |         |           |
| Кубок домашних наций | 5       | 2        | N/A    | 6       | N/A     | 7         |
| Кубок пяти наций     | 16      | 4        | N/A    | 11      | N/A     | 3         |
| Кубок шести наций    | 4       | 5        | N/A    | 4       | N/A     | 0         |
| Итого                | 25      | 11       | N/A    | 21      | N/A     | 10        |
| Деревянная ложка     |         |          |        |         |         |           |
| Кубок домашних наций | 11      | 15       | N/A    | 8       | N/A     | 8         |
| Кубок пяти наций     | 14      | 21       | N/A    | 12      | 17      | 21        |
| Кубок шести наций    | 0       | 0        | 14     | 1       | 1       | 4         |
| Итого                | 25      | 36       | 14     | 21      | 18      | 33        |

### Чемпионаты мира

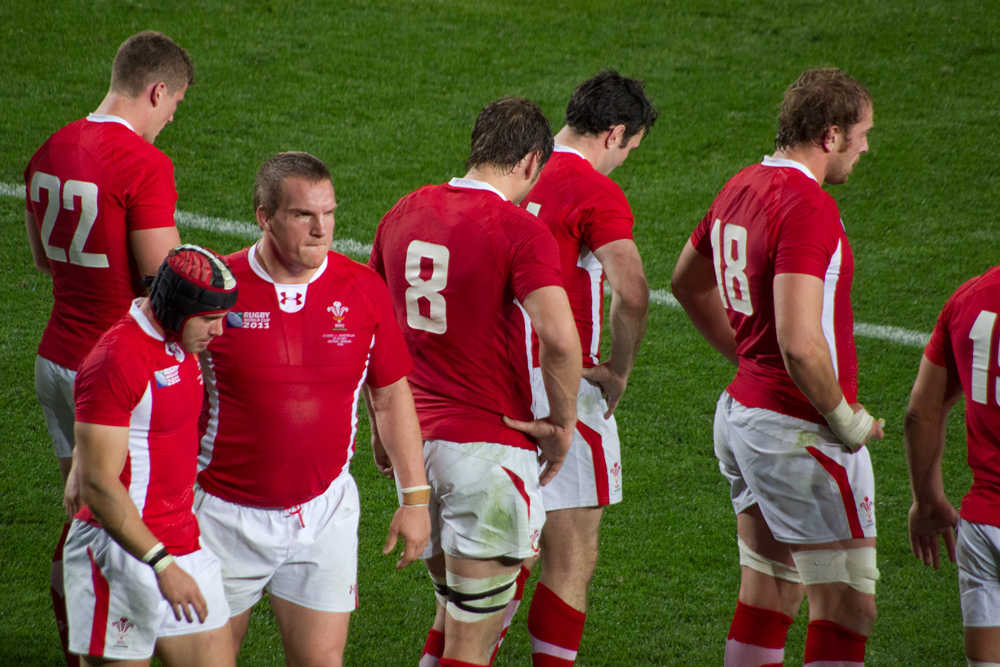
Игроки Уэльса после проигранного матча за 3-е место на чемпионате мира по регби 2011

Сборная Уэльса принимала участия во всех семи чемпионатах мира по регби, начиная с самого первого, в 1987 году. Именно в 1987 году «Драконы» добились наивысшего успеха в своей истории. Валлийцы победили всех своих соперников в группе и англичан в четвертьфинале. В полуфинале Уэльс проиграл Новой Зеландии со счётом 9:29, но в матче за третье место одолел сборную Австралии, победив в напряжённом поединке с разницей в одно очко — 22:21. В двух следующих кубках мира валлийцы одержали всего по одной победе и не вышли из группы. чемпионат мира 1999 года был домашним для «Драконов». Им удалось занять первое место в группе, даже проиграв один матч сборной Самоа. В четвертьфинале Уэльс проиграл Австралии, будущим чемпионам мира, со счётом 9:24. Турнир 2003 года был похож на предыдущий. Валлийцы проиграли один матч в группе и вышли в четвертьфинал со второго места. Там им предстояло вновь проиграть будущим победителям чемпионата, на этот раз сборной Англии. Уэльс проиграл, даже несмотря на то, что занес 3 попытки против одной. Англичан спас Джонни Уилкинсон, который забил 6 пенальти, реализовал единственную попытку и под занавес матча забил дроп-гол, тем самым принеся 23 очка для своей сборной. На кубке мира 2007 года, «Драконам» снова не удалось выйти в плей-офф. После поражения от австралийцев, и побед над Японией и Канадой, Уэльс проиграл сборной Фиджи с разницей в 4 очка, тем самым заняв лишь третье место. В 2011 году валлийцы, впервые с 1987 года достигли полуфинала, где проиграли французам со счётом 8:9. Матч запомнился спорным удалением молодого капитана «Драконов» Сэма Уорбёртона уже на восемнадцатой минуте. В матче за бронзу Уэльс, как и почти четверть века назад встретился с Австралией. Игра получилась напряжённой и интересной, но на этот раз победу праздновали представители Южного полушария, одолев валлийцев со счётом 21:18. На чемпионате мира 2015 валлийцы сумели выйти из группы, но в четвертьфинале были биты сборной ЮАР со счётом 23:19. В 2019 году валлийцы в третий раз в своей истории вышли в полуфинал чемпионата мира, не без скандала обыграв Францию, и заняли 4-е место, проиграв южноафриканцам в полуфинале и новозеландцам в матче за 3-е место.
| Чемпионат мира по регби | Чемпионат мира по регби | Чемпионат мира по регби | Чемпионат мира по регби | Чемпионат мира по регби | Чемпионат мира по регби |
| Год                     | Раунд                   | Игры                    | Победы                  | Ничьи                   | Поражения               |
| ----------------------- | ----------------------- | ----------------------- | ----------------------- | ----------------------- | ----------------------- |
| 1987                    | 3-место                 | 6                       | 5                       | 0                       | 1                       |
| 1991                    | Групповой турнир        | 3                       | 1                       | 0                       | 2                       |
| 1995                    | Групповой турнир        | 3                       | 1                       | 0                       | 2                       |
| 1999                    | 1/4 финала              | 4                       | 2                       | 0                       | 2                       |
| 2003                    | 1/4 финала              | 5                       | 3                       | 0                       | 2                       |
| 2007                    | Групповой турнир        | 4                       | 2                       | 0                       | 2                       |
| 2011                    | 4-е место               | 7                       | 4                       | 0                       | 3                       |
| 2015                    | 1/4 финала              | 5                       | 3                       | 0                       | 2                       |
| 2019                    | 4-е место               | 5                       | 5                       | 0                       | 2                       |

### Общие результаты
| Топ-30 рейтинга на 31 октября 2022                  |                |                |       |
| №                                                   | Подъём/падение | Сборная        | Очки  |
| 1                                                   | ▬              | Ирландия       | 90.03 |
| 2                                                   | ▬              | Франция        | 89.41 |
| 3                                                   | ▬              | ЮАР            | 89    |
| 4                                                   | ▬              | Новая Зеландия | 87.64 |
| 5                                                   | ▬              | Англия         | 86.25 |
| 6                                                   | ▲ 3            | Австралия      | 82.08 |
| 7                                                   | ▬              | Уэльс          | 81.28 |
| 8                                                   | ▬              | Аргентина      | 81.21 |
| 9                                                   | ▼ 3            | Шотландия      | 80.51 |
| 10                                                  | ▬              | Япония         | 77.39 |
| 11                                                  | ▬              | Самоа          | 75.75 |
| 12                                                  | ▬              | Фиджи          | 75.08 |
| 13                                                  | ▬              | Грузия         | 74.51 |
| 14                                                  | ▬              | Италия         | 73.29 |
| 15                                                  | ▬              | Испания        | 69.27 |
| 16                                                  | ▬              | Тонга          | 67.79 |
| 17                                                  | ▬              | Румыния        | 66.33 |
| 18                                                  | ▬              | Уругвай        | 65.97 |
| 19                                                  | ▬              | США            | 65.17 |
| 20                                                  | ▬              | Португалия     | 65.08 |
| 21                                                  | ▬              | Чили           | 61.24 |
| 22                                                  | ▬              | Гонконг        | 61.03 |
| 23                                                  | ▬              | Канада         | 60.99 |
| 24                                                  | ▬              | Намибия        | 60.56 |
| 25                                                  | ▬              | Россия         | 58.06 |
| 26                                                  | ▬              | Бельгия        | 55.97 |
| 27                                                  | ▬              | Бразилия       | 57.84 |
| 28                                                  | ▬              | Нидерланды     | 53.69 |
| 29                                                  | ▬              | Польша         | 53.03 |
| 30                                                  | ▬              | Германия       | 52.79 |
| Изменение позиции — по сравнению с 26 сентября 2022 |                |                |       |
| Полный список на сайте World Rugby                  |                |                |       |

Таблица всех международных матчей сборной Уэльса по состоянию на 9 октября 2016 года.
| Противник            | Игры | Победы | Поражения | Ничьи | Победы % |
| -------------------- | ---- | ------ | --------- | ----- | -------- |
| Австралия            | 39   | 10     | 28        | 1     | 25.64    |
| Англия               | 129  | 57     | 60        | 12    | 44.19    |
| Аргентина            | 15   | 10     | 5         | 0     | 66.67    |
| Барбарианс           | 9    | 3      | 6         | 0     | 33.33    |
| Восточная Африка     | 1    | 1      | 0         | 0     | 100      |
| Зимбабве             | 3    | 3      | 0         | 0     | 100      |
| Ирландия             | 124  | 67     | 50        | 7     | 54.03    |
| Испания              | 1    | 1      | 0         | 0     | 100      |
| Италия               | 24   | 21     | 2         | 1     | 87.5     |
| Канада               | 12   | 11     | 1         | 0     | 91.67    |
| Намибия              | 4    | 4      | 0         | 0     | 100      |
| Новая Зеландия       | 33   | 3      | 30        | 0     | 9.09     |
| Новозеландские Маори | 2    | 1      | 1         | 0     | 50       |
| «Пасифик Айлендерс»  | 1    | 1      | 0         | 0     | 100      |
| Португалия           | 1    | 1      | 0         | 0     | 100      |
| Румыния              | 8    | 6      | 2         | 0     | 75       |
| Самоа                | 9    | 5      | 4         | 0     | 55.56    |
| США                  | 7    | 7      | 0         | 0     | 100      |
| Тонга                | 7    | 7      | 0         | 0     | 100      |
| Уругвай              | 1    | 1      | 0         | 0     | 100      |
| Фиджи                | 11   | 9      | 1         | 1     | 81.82    |
| Франция              | 94   | 48     | 43        | 3     | 51.06    |
| Шотландия            | 121  | 70     | 48        | 3     | 57.85    |
| Южная Африка         | 31   | 2      | 28        | 1     | 6.45     |
| Япония               | 9    | 8      | 1         | 0     | 88.89    |
| Всего                | 690  | 355    | 306       | 29    | 51.07    |

## Игроки

### Знаменитые игроки

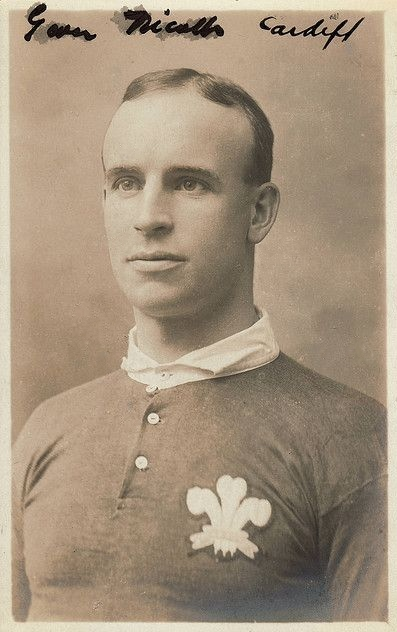
Гвин Николс играл за сборную Уэльса с 1896 по 1906 годы

Десять бывших валлийских регбистов включены в Международный регбийный зал славы, по этому показателю Уэльс идёт на втором месте после сборной Новой Зеландии. Трое игроков сборной Уэльса также являются членами Зала славы Международного совета регби.
Несмотря на то что Фрэнк Хэнкок провел за «Красных Драконов» всего 4 игры, он оставил большой след в истории регби, первым заняв позицию четвёртого трёхчетвертного, и тем самым произведя революцию в регбийной тактике. Когда ему доверили капитанскую повязку сборной Уэльса, Хэнкок решил попробовать новую систему игры против сборной Шотландии в 1886 году. Несмотря на то что тактика не принесла своих плодов, она была впоследствии возрождена валлийской сборной в 1888 году и в скором времени была взята на вооружение всеми британскими сборными. Сейчас эта система является стандартом для всех профессиональных регбийных команд. Хэнкок включён в оба зала славы.
Известный как Принц трёхчетвертных Гвин Николс сыграл за Уэльс 24 матча на позиции центра. Он был единственным валлийским игроком, попавшим в состав команды «Британские острова» во время её тура в Австралию. Николс был настоящей звездой и в составе «Красных Драконов». В качестве капитана он не только выиграл три тройных короны, но и вёл валлийцев к их знаменитой победе над сборной Новой Зеландии в 1905 году. В 1949 году открылись ворота на Кардифф Армз Парк, названные в честь Николса .
Клифф Морган, названный лучшим игроком 1950-х годов по версии ВРС, провёл 29 матчей за «Красных Драконов» с 1951 по 1958 годы. В составе сборной он выиграл Большой шлем в Кубке пяти наций 1952, но более известен как капитан «Британских и ирландских львов» во время её матчей в Южной Африке в 1955 году. Морган включён в Международный регбийный зал славы с 1997 года и в Зал славы Международного совета регби с 2009 года.

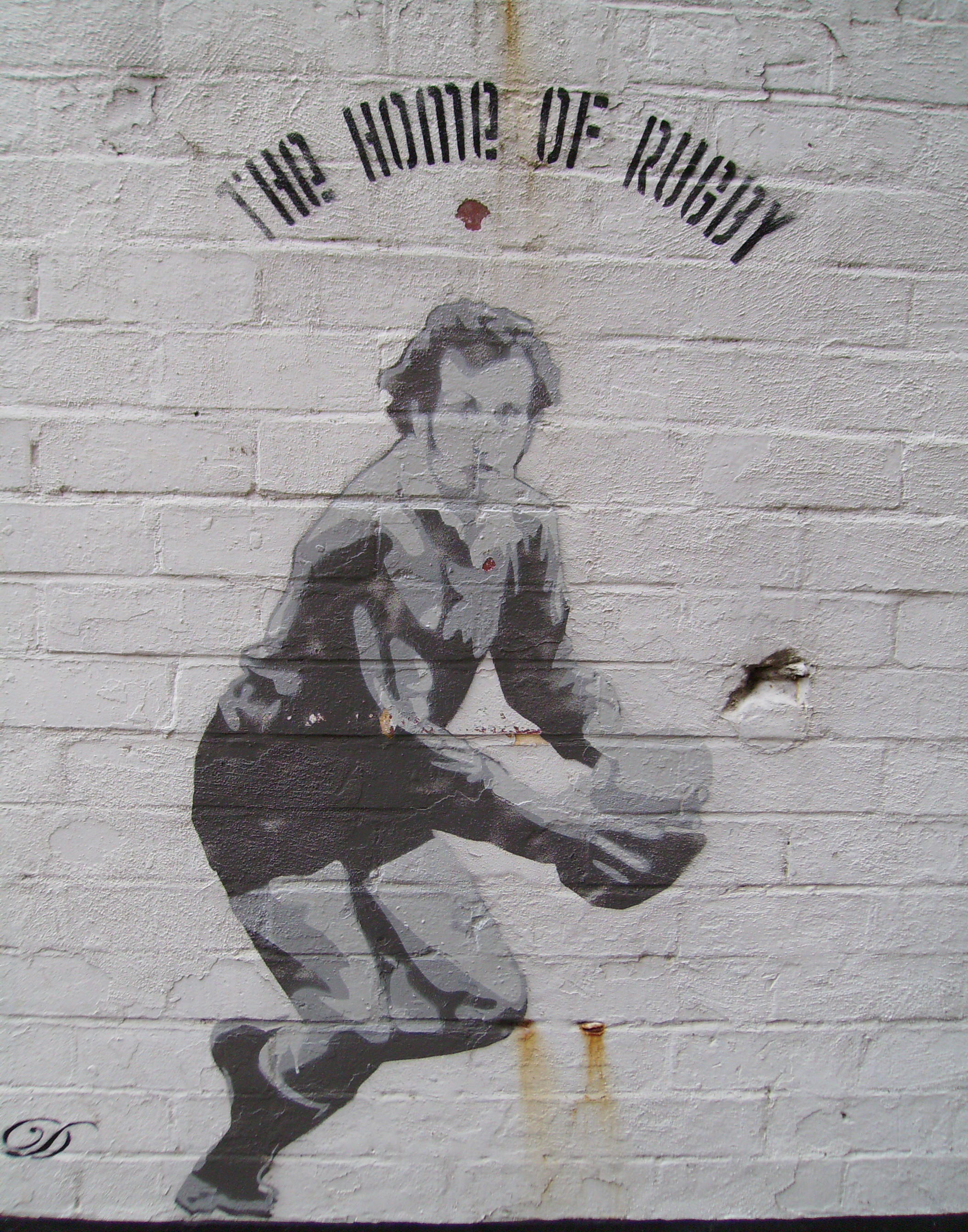
Изображения Гарета Эдвардса на стадионе «Кардифф Армз Парк»

Одним из лучших друзей Моргана был валлийский игрок и тренер Карвин Джеймс. Джеймс дважды выходил на поле в составе сборной Уэльса, но более известен как тренер команды «Британские и ирландские львы» во время её заокеанского тура в Новую Зеландию в 1971 году. Большое количество игроков из той команды были представителями сборной Уэльса. В рамках серии игр того года «Львы» в первый и до сих пор единственный раз переиграли «Олл Блэкс». Джеймс был включён в Международный регбийный зал славы в 1999 году.
Во время матча с Австралией 3-го декабря 1966 года дебютировали двое будущих членов Международного регбийного зала славы — Геральд Дэвис и Барри Джон. Оба они принимали участие в триумфальном Кубке пяти наций 1971, когда Уэльс завоевал Большой шлем. Дэвис занёс за валлийскую команду двадцать попыток. А Джон во время тура сборной Британских островов был удостоен прозвища Король (англ. The King).
Широко признаваемый величайшим валлийским регбистом за всю историю Гарет Эдвардс сыграл 53 матча на позиции диспетчера схватки в конце 1960-х и 1970-х годах. При этом Эдвардс провёл эти игры без единого перерыва. Он также участвовал в трёх заграничных турах «Британских и ирландских львов», включая единственную выигранную серию у Новой Зеландии и беспроигрышный тур в Южную Африку. В составе валлийской сборной Эдвардс выиграл пять тройных корон и три больших шлема. В составе команды «Барбариен» в матче против новозеландцев Гарет совершил занос, который известен под именем «та самая попытка» (англ. «that try») и многими признаётся величайшей попыткой в истории регби. В 2003 году Эдвардс был признан журналом Регби Ворлд лучшим регбистом всех времён.
В 1969 году три будущих члена Международного регбийного зала славы — Фил Беннет, Мервин Дэвис и Дж.П.Р. Уилльямс — сыграли свои первые матчи за «Красных Драконов». Все трое играли в одной сборной вместе с Эдвардсом, Джоном и Дэвисом во время второй золотой эры и выиграли множество трофеев.
Иейан Эванс играл за Уэльс с 1987 по 1998 годы и провёл 72 матча. Эванс занимал позицию крайнего и занёс 33 попытки; этот результат оставался рекордом до 2004 года. Иейан был капитаном 28 раз, и по этому показателю он и Райан Джонс до сих пор остаются недосягаемыми для других валлийских регбистов. Эванс также был удостоен чести провести 7 матчей за команду «Британские и ирландские львы».
В ноябре 2008 года Шейн Уильямс и Райан Джонс стали первыми валлийскими регбистами, номинированными на звание лучшего игрока мира по версии Международного совета регби, впервые присужденное в 2001 году. В итоге Уильямс получил эту награду, опередив четверых других претендентов по количеству баллов от независимой коллегии жюри. Пока что он остаётся единственным валлийцем, добившимся этого.

### Индивидуальные рекорды

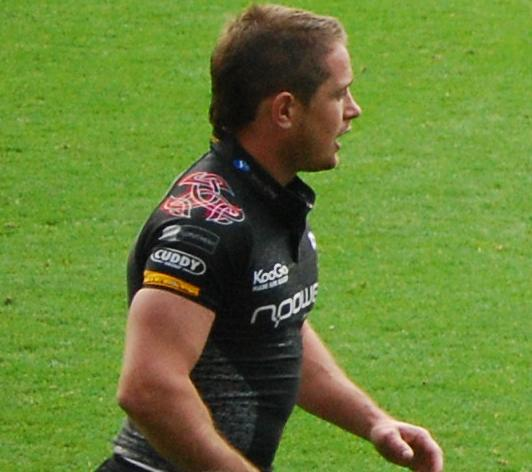
Шейн Уильямс занес за Уэльс больше всего попыток

- Нейл Дженкинс[англ.] стал первым игроком в регбийной истории, которому удалось набрать более тысячи очков за сборную. Он также является обладателем некоторых рекордов валлийской сборной: наибольшее количество очков за всю историю — 1049, наибольшее количество забитых пенальти — 248 и наибольшее количество очков за один матч — 30[109].
- Самое большое количество матчей за сборную у Гетина Дженкинса[англ.], который 125 раз выходил на поле в международных матчах[110].
- Шейн Уильямс — рекордсмен сборной Уэльса по попыткам, всего их у него 58. Рекорд количества попыток в одном матче (4) принадлежит Уильямсу и ещё восьми другим игрокам[111].
- Наибольшее количество дроп-голов у Джонатана Дэвиса[англ.] — 13[112].
- Чаще других капитаном Уэльса был Райан Джонс — по 28 раз[113].
- Дольше всех подряд за Уэльс играл Гарет Эдвардс[англ.], который участвовал в 53 матчах между 1967 и 1978 годами[109]. Эдвардс также был самым молодым капитаном в истории, впервые став им в 20 лет.
- Самым молодым игроком, когда-либо появлявшийся в составе «Драконов», является Том Прайди[англ.] дебютировавший за валлийскую сборную на Кубке шести наций 2010 против сборной Италии в возрасте 18 лет 25 дней[114], тем самым побив рекорд Нормана Биггса, державшийся с 1888 года. Прайди также и самый молодой игрок, заработавший очки за Уэльс. Это случилось в матче против ЮАР, когда ему было 18 лет и 102 дня.
- Самый дальний штрафной удар в истории международных матчей исполнил Пол Торбурн[англ.]. Это произошло в матче против сборной Шотландии в Кубке пяти наций 1986 году[англ.]. Расстояние между воротами и точкой удара составило 64,2 метра[115][116].

### Игроки, сыгравшие больше 50 матчей
ВРС проводит памятный матч для всех регбистов, которые приняли участие в 50 играх.
Список по состоянию на 9 октября 2016 года. Игроки, ещё не закончившие свою профессиональную карьеру на международном уровне, выделены жирным.
| #  | Имя             | Годы карьеры в сборной | Количество игр |
| -- | --------------- | ---------------------- | -------------- |
| 1  | Гетин Дженкинс  | 2002—н. в.             | 94             |
| 2  | Стивен Джонс    | 1998—2011              | 104            |
| 3  | Алан Вин Джонс  | 2006—н. в.             | 102            |
| 4  | Гарет Томас     | 1995—2007              | 100            |
| 5  | Мартин Уильямс  | 1996—2012              | 100            |
| 6  | Адам Джонс      | 2003—2014              | 95             |
| 7  | Колин Чарвис    | 1996—2007              | 94             |
| =  | Майк Филипс     | 2003—2015              | 94             |
| 9  | Гарет Лливелин  | 1989—2004              | 92             |
| 10 | Нейл Дженкинс   | 1991—2002              | 87             |
| =  | Шейн Уильямс    | 2000—2011              | 87             |
| 12 | Джейми Робертс  | 2008—н. в.             | 83             |
| 13 | Джеймс Хук      | 2006—н. в.             | 81             |
| 14 | Дуэйн Пил       | 2001—2011              | 76             |
| 15 | Райан Джонс     | 2004—2013              | 75             |
| 16 | Иейан Эванс     | 1987—1998              | 72             |
| 17 | Том Шанклин     | 2001—2010              | 70             |
| 18 | Люк Чартерис    | 2004—н. в.             | 68             |
| 19 | Джонатан Томас  | 2003—2011              | 67             |
| =  | Сэм Уорбёртон   | 2009—н. в.             | 67             |
| 21 | Пол Джеймс      | 2003—н. в.             | 66             |
| 22 | Ян Гоф          | 1997—2010              | 64             |
| 23 | Ли Халфпенни    | 2008—н. в.             | 62             |
| =  | Джордж Норт     | 2010—н. в.             | 62             |
| 25 | Таулупе Фалетау | 2011—н. в.             | 61             |
| 26 | Мэттью Рис      | 2005—2014              | 60             |
| 27 | Роберт Хоули    | 1996—2002              | 59             |
| 28 | Гарин Дженкинс  | 1991—2002              | 58             |
| 29 | Дункан Джонс    | 2001—2009              | 57             |
| =  | Дэн Лидиэт      | 2009—н. в.             | 57             |
| 31 | Брэдли Дэвис    | 2009—н. в.             | 56             |
| =  | Джонатан Дэвис  | 2009—н. в.             | 56             |
| 32 | Дж.П.Р. Уильямс | 1969—1981              | 55             |
| 33 | Роберт Джонс    | 1986—1995              | 54             |
| 34 | Гарет Эдвардс   | 1967—1978              | 53             |
| =  | Скотт Гиббс     | 1991—2001              | 53             |
| 36 | Скотт Квиннел   | 1993—2002              | 52             |
| =  | Марк Тейлор     | 1994—2005              | 52             |
| 38 | Дей Янг         | 1987—2001              | 51             |
| =  | Хью Беннетт     | 2003—2012              | 51             |

## Тренеры
После неудачно закончившегося тура в Южную Африку в 1964 году Валлийский регбийный союз начал работу по поиску тренера. Дэвид Нэш был назначен первым наставником валлийской сборной в истории в 1967 году. Однако в тур в Аргентину в 1968 году ВРС решил не брать вместе с командой тренера. Однако после давления со стороны клубов Валлийский регбийный союз назначил новым специалистом Клайва Роулендса. Именно Роулендс и сменивший его Джон Доуз принесли успех Уэльсу в Кубках пяти наций в 1970-х годах.
Список (данные актуальны на 1 декабря 2012 года):
| Имя            | Национальность | Годы                | Матчи | Победы | Ничьи | Поражения | Победы % |
| -------------- | -------------- | ------------------- | ----- | ------ | ----- | --------- | -------- |
| Дэвид Нэш      | Уэльс          | 1967                | 5     | 1      | 1     | 3         | 20.0     |
| Клайв Роулендс | Уэльс          | 1968—1974           | 29    | 18     | 4     | 7         | 62.1     |
| Джон Доуз      | Уэльс          | 1974—1979           | 24    | 18     | 0     | 6         | 75.0     |
| Джон Ллойд     | Уэльс          | 1980—1982           | 14    | 6      | 0     | 8         | 42.9     |
| Джон Бивен     | Уэльс          | 1982—1985           | 15    | 7      | 1     | 7         | 46.7     |
| Тони Грэй      | Уэльс          | 1985—1988           | 18    | 9      | 0     | 9         | 50.0     |
| Джон Райан     | Уэльс          | 1988—1990           | 9     | 2      | 0     | 7         | 22.2     |
| Рон Валдрон    | Уэльс          | 1990—1991           | 10    | 2      | 1     | 7         | 20.0     |
| Алан Дэвис     | Уэльс          | 1991—1995           | 35    | 18     | 0     | 17        | 51.4     |
| Алекс Эванс    | Австралия      | 1995 (и. о.)        | 4     | 1      | 0     | 3         | 25.0     |
| Кевин Боуринг  | Уэльс          | 1995—1998           | 29    | 15     | 0     | 14        | 51.7     |
| Денис Джон     | Уэльс          | 1998 (и. о.)        | 2     | 1      | 0     | 1         | 50.0     |
| Грэм Генри     | Новая Зеландия | 1998—2002           | 34    | 20     | 1     | 13        | 58.8     |
| Линн Хоуэллс   | Уэльс          | 2001 (и. о.)        | 2     | 2      | 0     | 0         | 100.0    |
| Стив Хансен    | Новая Зеландия | 2002—2004           | 29    | 10     | 0     | 19        | 34.5     |
| Майк Раддок    | Уэльс          | 2004—2006           | 20    | 13     | 0     | 7         | 65.0     |
| Скотт Джонсон  | Австралия      | 2006 (и. о.)        | 3     | 0      | 1     | 2         | 0.0      |
| Гарет Дженкинс | Уэльс          | 2006—2007           | 20    | 6      | 1     | 13        | 30.0     |
| Найджел Дэвис  | Уэльс          | 2007 (и. о.)        | 1     | 0      | 0     | 1         | 0.0      |
| Уоррен Гатленд | Новая Зеландия | 2007—н. в.          | 67    | 33     | 1     | 33        | 49.0     |
| Робин Макбрайд | Уэльс          | 2009, 2013 (и. о.)  | 4     | 3      | 0     | 1         | 75.0     |
| Роб Хоули      | Уэльс          | 2012—13, 2016 (и.о) | 11    | 5      | 0     | 6         | 46.0     |

## Комментарии
1. ↑  Тройная корона вручается сборной Британских островов, победившей три остальные команды этого региона в рамках одного кубка.
2. ↑  Официальным хозяином турнира являлась Англия, хотя матчи чемпионата также проходили в Ирландии, Шотландии, Уэльсе и Франции. В частности, Уэльс принял 7 матчей — столько же, сколько и Англия.
3. ↑  Официальным хозяином турнира являлась Франция, хотя матчи чемпионата также проходили в Шотландии и Уэльсе. В частности, Уэльс принял 3 матча группового этапа и 1 четвертьфинал.

### На английском языке
- David Andrews. Welsh Indigenous! and British Imperial? – Welsh Rugby, Culture, and Society 1890–1914 // Journal of Sport History. — 1991. — Vol. 18. — С. 335—349.
- Philip Dine. French Rugby Football – Cultural History. — Berg, 2001. — ISBN 1-85973-327-1.
- John Griffiths. The Phoenix Book of International Rugby Records. — London: Phoenix House. — ISBN 0-460-07003-7.
- John Harris. Cool Cymru, rugby union and an imagined community // International Journal of Sociology and Social Policy. — 2007. — Vol. 27. — С. 151—162. — doi:10.1108/01443330710741084.
- Terry McLean. Red Dragons of Welsh Rugby. — Wellington: A. H. & A. W. REED, 1969. — ISBN 0-589-00395-X.
- Gareth Morgan. Rugby and Revivalism: Sport and Religion in Edwardian Wales (англ.) // The International Journal of the History of Sport. — 2005. — May (vol. 22). — P. 434—456. — doi:10.1080/09523360500064057.
- Ron Palenski. Century in Black – 100 Years of All Black Test Rugby. — Hodder Moa Beckett Publishers Limited, 2003. — ISBN 1-86958-937-8.
- David Parry-Jones. Prince Gwyn, Gwyn Nicholls and the First Golden Era of Welsh Rugby. — Bridgend: Seren, 1999. — ISBN 1-85411-262-7.
- Alex Potter, Georges Duthen. The Rise of French Rugby. — Wellington: A. H. & A. W. REED, 1961.
- Huw Richards. A Game for Hooligans. — Mainstream Publishing, 2006. — ISBN 1-84596-016-5.
- Greg Ryan. The Contest for Rugby Supremacy – Accounting for the 1905 All Blacks. — Canterbury University Press, 2005. — ISBN 1-877257-36-2.
- David Smith, Gareth Williams. Fields of Praise: The Official History of The Welsh Rugby Union. — Cardiff: University of Wales Press, 1980. — ISBN 0-7083-0766-3.